# Giambattista Vico
Giambattista Vico (Napulj, 23. lipnja 1668. – Napulj, 23. siječnja 1744.), je bio talijanski filozof, govornik, estetičar, sociolog, povjesničar i pravnik.
Kritizirao je širenje i razvoj suvremenog racionalizma i bio apologet klasične antike. Vico je najpoznatiji po svom glavnom djelu "Nova znanost" (lat. Scienza Nuova, 1725.).
Vico je preteča sustavnog i složenog razmišljanja, za razliku od kartezijanske analize i drugih vrsta redukcionizma. Nadalje, Vicu može biti pripisana prvo izlaganje temeljnih aspekata društvene znanosti i semiotike, iako njegovi pogledi ne moraju nužno utjecati na prve socijalne znanstvenike.
On je također poznat po mišljenju Verum esse ipsum factum (hrv. Istina je sama po sebi činjenica), prijedlog koji se percipira kao rani primjer konstruktivističke epistemologije. Smatra se kako je Vico označio početak moderne filozofije povijesti; iako se termin ne nalazi u njegovim tekstovima, Vico govori o povijesti filozofije pripovijedanoj filozofski. Iako nije bio historicist, interes za Vica se obično nalazi kod historicista, kao što su Isaiah Berlin i Hayden White.

## Životopis
Giambattista Vico je rođen u Napulju, 23. lipnja 1668. godine. Pohađao je više gimnazija, ali zbog lošeg zdravlja i nezadovoljstva prema isusovačkoj skolastici, počinje se školovati doma. Dokazi iz njegova autobiografskog djela ukazuju na vjerojatnost kako je Vico uglavnom bio samouk. Vico je stekao formalno visoko obrazovanje na Sveučilištu u Napulju, gdje je diplomirao 1694. kao doktor civilnog i kanonskog prava.
U razdoblju od 1686. do 1695. bio je tutor u obitelji markiza Rocce u Vatolli. Godine 1699., oženio je prijateljicu iz djetinjstva, Teresu Caterinu Destito te je predavao govorništvo na Sveučilištu u Napulju. Tijekom svoje karijere, Vico će težiti, ali nikada postići, respektabilnijem mjestu u sudskoj praksi. Godine 1734. je imenovan kraljevskim povjesničarom, Karla III., kralja Napulja, dobivši plaću koja nadmašuje onu koju je imao kao profesora. Vico je zadržao mjesto predavača govorništva sve do 1741. kada se umirovljuje.

### Djelovanje
Njegovo glavno djelo je "Nova znanost" (lat. Scienza Nuova, 1725.). Glavna ideja je kako je istina čin te se postavlja kao princip povijesti; ona je napravljena od strane ljudi, i zato je ljudi u potpunosti mogu razumjeti, isto kao i matematiku, koja je proizvod ljudske imaginacije. Vico predlaže istraživanje tradicije, mitologije i jezika kao metode za istraživanje povijesti. 
Za njega se vjeruje kako je bio pionir etnologije. Po Vicu povijesni tijek prati slični uzorak, unutar svih nacija; iako ne u svim detaljima. Prvi su ljudi razmišljali u mitskim oblicima, općenitost mašte (lat. universali fantastici) ili poetske ličnosti. Sve nacije počinju s maštom (lat. fantasia), snagom imaginacije i vremenom bogova koji su potrebni da bi se razumio svijet. Nakon toga dolazi drugo doba u kojemu se mašta koristi kako bi se kreirale socijalne institucije i heroji se koriste da bi se inspirirale moralne vrline. Treće i završno doba je doba racionalnosti, u kojemu čovječanstvo upada unutar barbarizma reflekcije (lat. barbarie della reflessione). Prema Vicu, postoje bogovi, heroji i ljudi; koji se ponavljaju unutar svijeta nacija, stvarajući idealnu cjelovitu povijest (lat. storia ideale eterna).
Kao teoretičar prava istraživao je odnos povijesti prava i ljudskog mišljenja, a rezultate tih istraživanja izložio je u knjizi Općenito pravo. Povijest je pokušao objasniti kao proces koji teče po određenim zakonima, od kojih je jedan cikličko smjenjivanje uspona i padova. 
Vico je bio izolirani genij, koji je živio gotovo u siromaštvu i nikada nije upoznao mislioca iste veličine. Ipak su njegovi pogledi utjecali na mnoge filozofe u 19. i 20. stoljeću. Karl Marx je proučavao Vica, i mnoge svoje poglede duguje njemu. Također Vicova ideja jedinstva spoznaje (verum factum) predviđa pragmatizam Peircea. On je bio u stanju predvidjeti povijesni razvoj Europe s velikom točnošću. U dvadesetom stoljeću, njegove ideje o mitu i nacijama bivaju prihvaćene od James Joycea, kao i Edwarda W. Saida.

## Glavna djela
- Institutiones Oratoriae (Umjetnost retorike, 1711. – 1741.)
- De antiquissima Italorum sapientia (O najstarijoj talijanskoj mudrosti, 1710.)
- De uno universi iuris principio et fine uno (O jednom principu i cilju cjelokupnoga prava, 1720.)
- Scienza Nuova (Nova znanost, 1725.)